# Anders Andersson (ingenjör)
Anders Enoch Andersson, född 7 december 1898 i Jämshögs församling, Blekinge län, död 12 maj 1993 i Lund, var en svensk väg- och vattenbyggnadsingenjör.
Andersson, som var son till överingenjör Otto Andersson och Ellen Persson, avlade studentexamen i Karlstad 1918 och utexaminerades från Kungliga Tekniska högskolan 1923. Han var ingenjörselev vid Åmål-Årjängs järnvägsbyggnad 1923–1924, schaktmästare där 1924–1926, konstruktör och ritare på byggnadskontor 1926–1929, avdelningsingenjör vid järnvägsbyggnader 1929, extra tjänsteman vid stadsingenjörskontoret i Skara stad 1929, vid stadsingenjörskontoret i Lunds stad 1929–1935, blev förste avdelningsingenjör där 1936 och var stadsingenjör där från 1946.